# Conus letkesensis
Espèce
Conus letkesensis est une espèce fossile de mollusques gastéropodes marins de la famille des Conidae.

## Taxonomie

### Publication originale
L'espèce Conus letkesensis a été décrite pour la première fois en 2016 par les malacologistes Mathias Harzhauser (d) et Bernard Manuel Landau dans « Zootaxa »,.